# Lijst van afleveringen van The Hardy Boys/Nancy Drew Mysteries
Dit is een lijst met afleveringen van de Amerikaanse televisieserie The Hardy Boys/Nancy Drew Mysteries. De serie telt 3 seizoenen. Een overzicht van alle afleveringen is hieronder te vinden.

## Seizoen 1
| Nr. | Titel aflevering                        | Uitzenddatum VS  |
| --- | --------------------------------------- | ---------------- |
| 1   | The Mystery of the Haunted House        | 30 januari 1977  |
| 2   | The Mystery of Pirate's Cove            | 6 februari 1977  |
| 3   | The Mystery of Witches' Hollow          | 13 februari 1977 |
| 4   | The Mystery of the Diamond Triangle     | 20 februari 1977 |
| 5   | The Disappearing Floor                  | 6 maart 1977     |
| 6   | The Mystery of the Whispering Walls     | 13 maart 1977    |
| 7   | The Flickering Torch Mystery            | 27 maart 1977    |
| 8   | A Haunting We Will Go                   | 13 april 1977    |
| 9   | The Mystery of the Flying Courier       | 10 april 1977    |
| 10  | The Mystery of the Fallen Angels        | 17 april 1977    |
| 11  | Wipe Out                                | 24 april 1977    |
| 12  | The Mystery of the Ghostwriter's Cruise | 1 mei 1977       |
| 13  | The Mystery of the Jade Kwan Yin        | 15 mei 1977      |
| 14  | The Mystery of the Solid Gold Kicker    | 22 mei 1977      |

## Seizoen 2
| Nr. | Titel aflevering                               | Uitzenddatum VS   |
| --- | ---------------------------------------------- | ----------------- |
| 1   | Hardy Boys and Nancy Drew Meet Dracula         | 11 september 1977 |
| 2   | Hardy Boys and Nancy Drew Meet Dracula: Part 2 | 18 september 1977 |
| 3   | The Mystery of King Tut's Tomb                 | 25 september 1977 |
| 4   | The Mystery of the Hollywood Phantom           | 2 oktober 1977    |
| 5   | Mystery of the Hollywood Phantom: Part 2       | 9 oktober 1977    |
| 6   | The Mystery of the African Safari              | 16 oktober 1977   |
| 7   | The Creatures who came on Sunday               | 30 oktober 1977   |
| 8   | The Strange Fate of Flight 608                 | 6 november 1977   |
| 9   | Acapulco Spies                                 | 13 november 1977  |
| 10  | Nancy Drew's Love Match                        | 20 januari 1977   |
| 11  | The Mystery of the Silent Scream               | 27 november 1977  |
| 12  | Will the Real Santa...?                        | 18 december 1977  |
| 13  | The Lady on Thursday at Ten                    | 1 januari 1978    |
| 14  | Oh Say Can You Sing                            | 8 januari 1978    |
| 15  | The House on Possessed Hill                    | 22 januari 1978   |
| 16  | Sole Survivor                                  | 29 januari 1978   |
| 17  | Voodoo Doll: Part 1                            | 12 februari 1978  |
| 18  | Voodoo Doll: Part 2                            | 19 februari 1978  |
| 19  | Mystery on the Avalanche Express               | 26 februari 1978  |
| 20  | Death Surf                                     | 12 maart 1978     |
| 21  | Arson and Old Lace                             | 1 april 1978      |
| 22  | Campus Terror                                  | 7 mei 1978        |

## Seizoen 3
| Nr. | Titel aflevering                | Uitzenddatum VS |
| --- | ------------------------------- | --------------- |
| 1   | The Last Kiss of Summer: Part 1 | 1 oktober 1978  |
| 2   | The Last Kiss of Summer: Part 2 | 8 oktober 1978  |
| 3   | Assault on the Tower            | 15 oktober 1978 |
| 4   | Search for Atlantis             | 22 oktober 1978 |
| 5   | Dangerous Waters                | 29 oktober 1978 |
| 6   | Life on the Line                | 5 november 1978 |